# Frankrikes ambassad i Washington
Frankrikes ambassad i Washington är Frankrikes primära diplomatiska representation i USA. Ambassaden är belägen i Georgetown, Washington, D.C. Den nuvarande ambassadbyggnaden öppnades 1984 och är Frankrikes största ambassad. Ambassaden representerar Frankrike och franska medborgare i USA och ansvarar också för arbetet på de franska konsulaten som är spridda över USA.